# Ro-42
Ro-42 — підводний човен Імперського флоту Японії, який взяв участь у Другій світовій війні.
Корабель, який спорудили на корабельні ВМФ у Сасебо, належав до типу Kaichū VII (також знаний як клас Ro-35).
По завершенні тренувань Ro-42 полишив 4 грудня 1943-го Майдзуру (обернене до Японського моря узбережжя Хонсю) та 12 грудня прибув на атол Трук у центральній частині Каролінських островів, де ще до війни створили головну базу японського ВМФ у Океанії.
З 23 грудня 1943 по 24 січня 1944 човен здійснив свій перший бойовий похід на бойове патрулювання біля Нових Гебридів. При цьому 14 січня за чотири з половиною сотні кілометрів на схід від острова Еспіриту-Санто Ro-42 торпедував і потопив нафтоналивну баржу USS YO-159.
17 лютого 1944-го Трук став ціллю для потужного удару американського авіаносного з'єднання. Ro-42 не постраждав і цієї ж доби вийшов у море з метою перехоплення ворожих кораблів, проте не досягнув якогось успіху та 19 лютого повернувся на базу.
З 25 лютого по 28 березня 1944-го човен здійснив похід на схід Мікронезії, під час якого побував у районі атолів Кваджелейн, Мілі та Джалуїт (усі — Маршаллові острови). При цьому спроба рекогносцирувати Кваджелейн (колись головна японська база в архіпелазі, захоплена американцями наприкінці січня) виявилась невдалою, так само як не дали результатів кілька зустрічей з ворожими конвоями.
З 12 по 14 квітня 1944-го Ro-42 безрезультатно виходив на південь від Труку для перехоплення ворожих кораблів, а 23—30 квітня пройшов у метрополію до Йокосуки.
15 травня 1944-го Ro-42 вирушив з Йокосуки до Маршаллових островів з метою провести рекогносцирування атола Маджуро (тут союзники облаштували велику якірну стоянку) як попередній етап операції з використанням амфібійних танків-торпедоносців. Незадовго до завершення 10 червня в районі дещо більш ніж за сотню кілометрів на північний схід від Кваджелейну американський ескортний есмінець «Бангуст» встановив радарний, а потім і візуальний контакт з підводним човном. Останній екстрено занурився, але USS Bangust розпочав пошуки та за вісім годин віднайшов субмарину. Після чотирьох серій глибинних бомб під водою стався потужний вибух, а вранці на поверхні виявили нафтові плями. Ro-42 загинув разом з усіма 73 членами екіпажу.

## Бойовий рахунок
| Дата       | Назва      | Тип                | Тоннаж | Місце            |
| 14.01.1944 | USS YO-159 | нафтоналивна баржа | 800    | 15°27'S 171°28'E |